# أمير أباد (ورزقان)
أمير أباد هي قرية في مقاطعة ورزقان، إيران. يقدر عدد سكانها بـ 92 نسمة بحسب إحصاء 2016.